# Sidney Bowman
Sidney Bowman (Sidney Shepherd „Sid“ Bowman; * 8. Juni 1907 in Brookhaven, Mississippi; † 29. April 1986 in Hammond, Louisiana) war ein US-amerikanischer Dreispringer.
Bei den Olympischen Spielen wurde er 1928 in Amsterdam Neunter und 1932 in Los Angeles Siebter.
1932 wurde er US-Meister. Seine persönliche Bestleistung von 15,19 m stellte er am 26. Mai 1934 in Baton Rouge auf.